# رایوو کالاس
رایوو کالاس (استونیایی: Raivo Kallas؛ زادهٔ ۲ دسامبر ۱۹۵۷) سیاستمدار و نماینده سابق اهل استونی است.